# Onze d'or
Le Onze d'or est un titre qui récompense le meilleur joueur évoluant en Europe par le magazine français Onze de 1976 à 1988 et par le magazine Onze Mondial depuis 1989, après la fusion des magazines Onze et Mondial. Les lecteurs sélectionnent le meilleur onze de départ (l'équipe idéale de l'année) et les trois meilleurs joueurs de l'année : Onze d'or, onze d'argent et onze de bronze. N'importe quel joueur évoluant dans un club européen est éligible.
En 1991, une catégorie fut créée pour sélectionner le meilleur entraîneur de l'année dirigeant un club européen ou une sélection nationale européenne.
Jusqu'en 2009, le Onze d'Or est remis au mois de décembre. Ensuite le trophée est décerné au mois de juin. C'est pourquoi il n'y eut pas de vainqueur en 2010.
En 2015 uniquement, le trophée n'a consacré que les meilleurs joueurs et entraîneurs français.
Depuis 2017, le magazine dévoile également le onze de la saison.

## Palmarès des joueurs
| Année     | Onze d'Or                                        | Onze d'Argent                                    | Onze de Bronze                                   |
| --------- | ------------------------------------------------ | ------------------------------------------------ | ------------------------------------------------ |
| 1976      | Rob Rensenbrink                                  | Kevin Keegan                                     | Dominique Rocheteau                              |
| 1977      | Kevin Keegan                                     | Michel Platini                                   | Allan Simonsen                                   |
| 1978      | Mario Kempes                                     | Johann Krankl                                    | Rob Rensenbrink                                  |
| 1979      | Kevin Keegan (2)                                 | Trevor Francis                                   | Rob Rensenbrink (2)                              |
| 1980      | Karl-Heinz Rummenigge                            | Kevin Keegan (2)                                 | Horst Hrubesch                                   |
| 1981      | Karl-Heinz Rummenigge (2)                        | Paul Breitner                                    | Jan Ceulemans                                    |
| 1982      | Paolo Rossi                                      | Alain Giresse                                    | Falcão                                           |
| 1983      | Michel Platini                                   | Falcão                                           | Karl-Heinz Rummenigge                            |
| 1984      | Michel Platini (2)                               | Jean Tigana                                      | Preben Elkjær Larsen                             |
| 1985      | Michel Platini (3)                               | Preben Elkjær Larsen                             | Diego Maradona                                   |
| 1986      | Diego Maradona                                   | Manuel Amoros                                    | Gary Lineker                                     |
| 1987      | Diego Maradona (2)                               | Marco van Basten                                 | Jean Tigana                                      |
| 1988      | Marco van Basten                                 | Ruud Gullit                                      | Diego Maradona (2)                               |
| 1989      | Marco van Basten (2)                             | Ruud Gullit (2)                                  | Jean-Pierre Papin                                |
| 1990      | Lothar Matthäus                                  | Salvatore Schillaci                              | Jean-Pierre Papin (2)                            |
| 1991      | Jean-Pierre Papin                                | Chris Waddle                                     | Lothar Matthäus                                  |
| 1992      | Hristo Stoichkov                                 | Marco van Basten (2)                             | Jean-Pierre Papin (3)                            |
| 1993      | Roberto Baggio                                   | Alen Bokšić                                      | Romário                                          |
| 1994      | Romário                                          | Hristo Stoichkov                                 | Roberto Baggio                                   |
| 1995      | George Weah                                      | Roberto Baggio                                   | Paolo Maldini                                    |
| 1996      | Éric Cantona                                     | George Weah                                      | Matthias Sammer                                  |
| 1997      | Ronaldo                                          | Zinedine Zidane                                  | Marco Simone                                     |
| 1998      | Zinedine Zidane                                  | Fabien Barthez                                   | Emmanuel Petit                                   |
| 1999      | Rivaldo                                          | David Beckham                                    | Zinedine Zidane                                  |
| 2000      | Zinedine Zidane (2)                              | Luís Figo                                        | Thierry Henry                                    |
| 2001      | Zinedine Zidane (3)                              | Michael Owen                                     | Robert Pires                                     |
| 2002      | Ronaldo (2)                                      | Zinedine Zidane (2)                              | Ronaldinho                                       |
| 2003      | Thierry Henry                                    | Zinedine Zidane (3)                              | David Beckham                                    |
| 2004      | Didier Drogba                                    | Thierry Henry                                    | Ronaldinho (2)                                   |
| 2005      | Ronaldinho                                       | Steven Gerrard                                   | Thierry Henry (2)                                |
| 2006      | Thierry Henry (2)                                | Ronaldinho                                       | Franck Ribéry                                    |
| 2007      | Kaká                                             | Cristiano Ronaldo                                | Didier Drogba                                    |
| 2008      | Cristiano Ronaldo                                | Lionel Messi                                     | Franck Ribéry (2)                                |
| 2009      | Lionel Messi                                     | Cristiano Ronaldo (2)                            | Andrés Iniesta                                   |
| 2010-2011 | Lionel Messi (2)                                 | Andrés Iniesta                                   | Cristiano Ronaldo                                |
| 2011-2012 | Lionel Messi (3)                                 | Cristiano Ronaldo (3)                            | Radamel Falcao                                   |
| 2012-2014 | Prix annulé durant cette période                 | Prix annulé durant cette période                 | Prix annulé durant cette période                 |
| 2014-2015 | Antoine Griezmann                                | Paul Pogba                                       | Alexandre Lacazette                              |
| 2015-2016 | Prix annulé cette saison 2015/2016               | Prix annulé cette saison 2015/2016               | Prix annulé cette saison 2015/2016               |
| 2016-2017 | Cristiano Ronaldo (2)                            | Lionel Messi (2)                                 | Antoine Griezmann                                |
| 2017-2018 | Lionel Messi (4)                                 | Mohamed Salah                                    | Cristiano Ronaldo (2)                            |
| 2018-2019 | Sadio Mané                                       | Lionel Messi (3)                                 | Kylian Mbappé                                    |
| 2019-2020 | Prix annulé en raison de la pandémie du Covid 19 | Prix annulé en raison de la pandémie du Covid 19 | Prix annulé en raison de la pandémie du Covid 19 |
| 2020-2021 | Karim Benzema                                    | Lionel Messi (4)                                 | Robert Lewandowski                               |
| 2021-2022 | Karim Benzema (2)                                | Sadio Mané                                       | Robert Lewandowski (2)                           |
| 2022-2023 | Erling Haaland                                   | Karim Benzema                                    | Kylian Mbappé                                    |

### Tableau récapitulatif

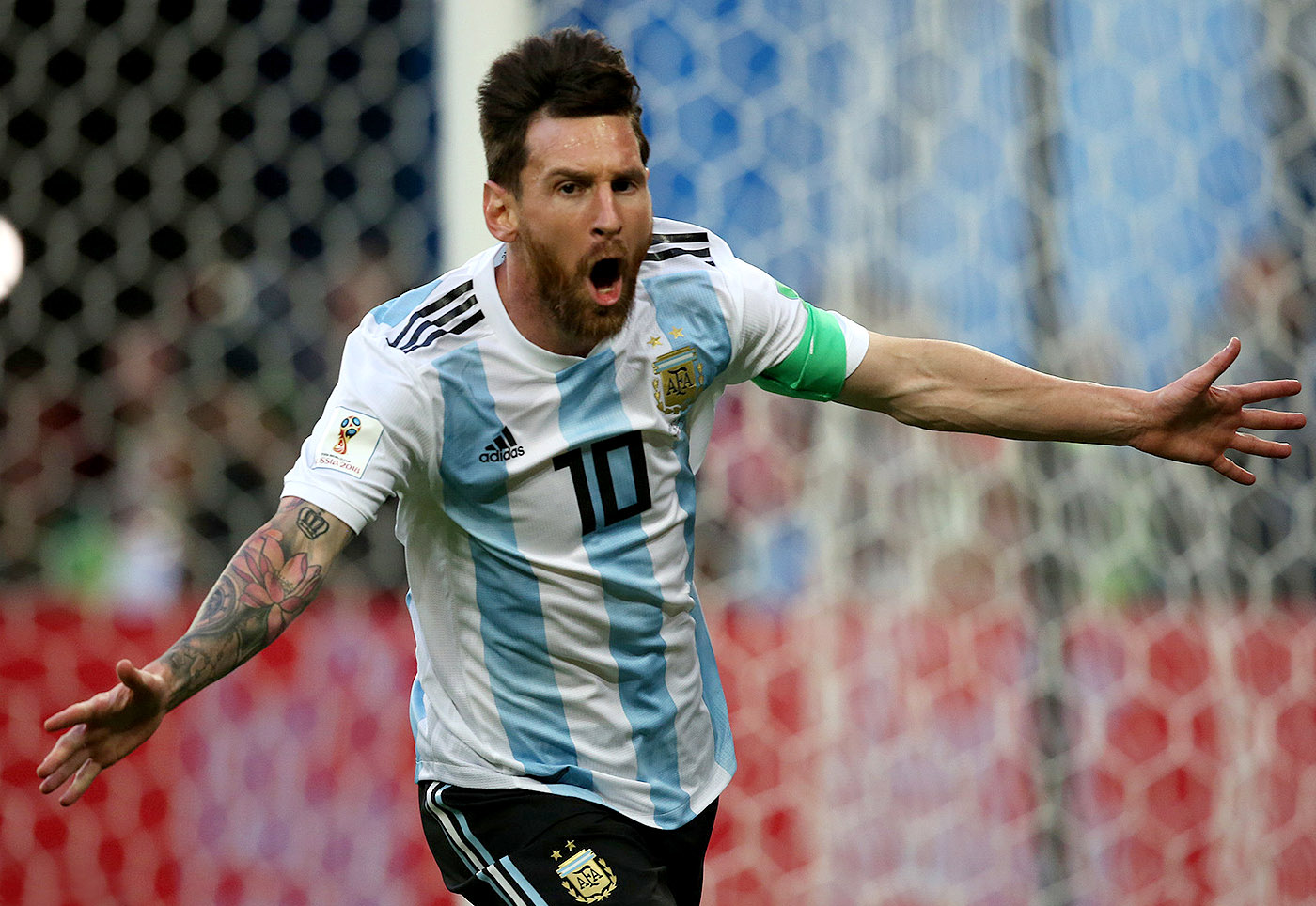
Lionel Messi est le seul footballeur de l'histoire à avoir remporté le Onze d'Or à 4 reprises.

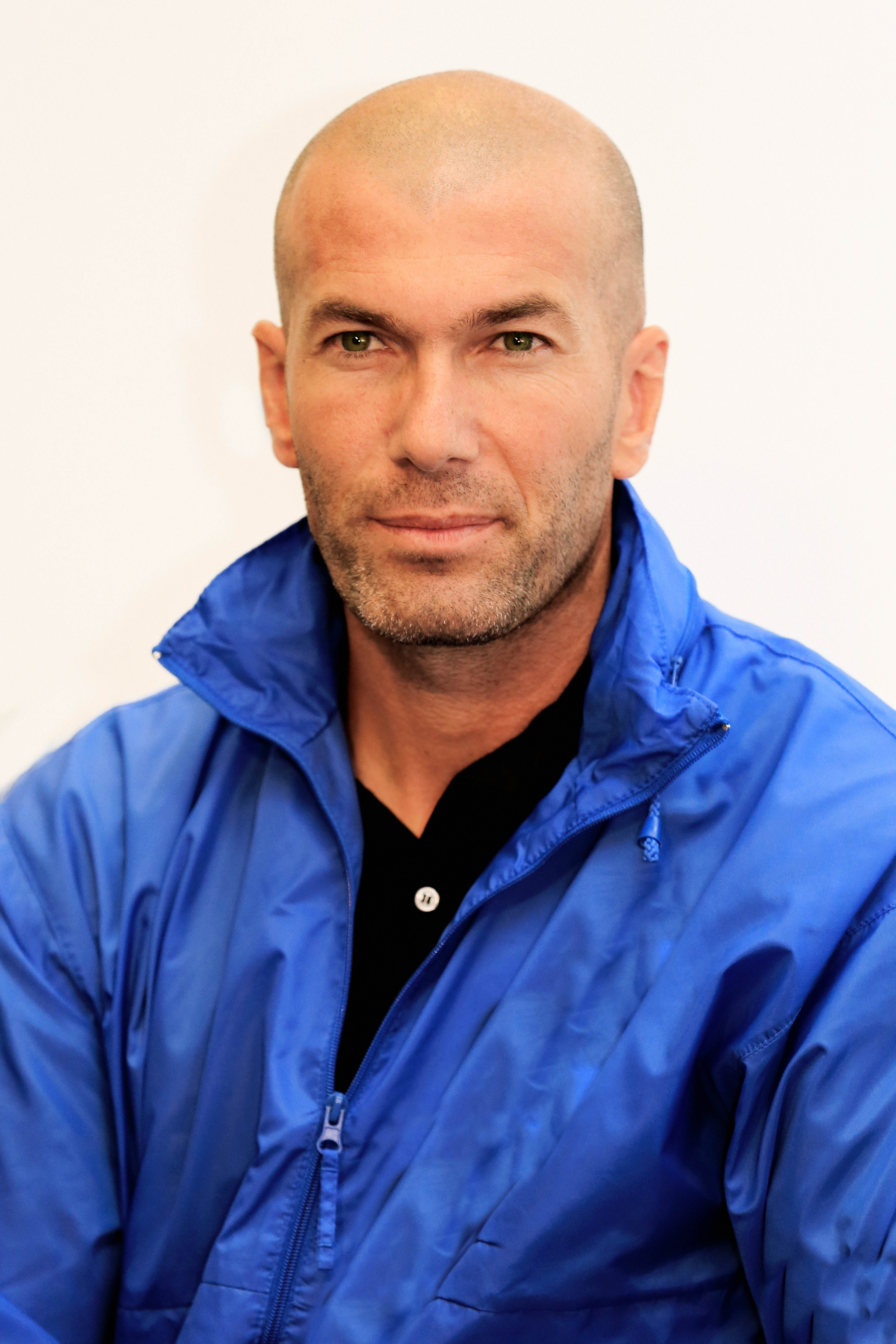
Zinedine Zidane est, avec Cristiano Ronaldo, le joueur le plus recompensé par Onze Mondial (7 prix), derrière Lionel Messi (8 prix).

| Joueur                | Onze d'Or | Onze d'Argent | Onze de Bronze | Total |
| --------------------- | --------- | ------------- | -------------- | ----- |
| Lionel Messi          | 4         | 4             | 0              | 8     |
| Zinedine Zidane       | 3         | 3             | 1              | 7     |
| Michel Platini        | 3         | 1             | 0              | 4     |
| Cristiano Ronaldo     | 2         | 3             | 2              | 7     |
| Kevin Keegan          | 2         | 2             | 0              | 4     |
| Marco van Basten      | 2         | 2             | 0              | 4     |
| Thierry Henry         | 2         | 1             | 2              | 5     |
| Diego Maradona        | 2         | 0             | 2              | 4     |
| Karl-Heinz Rummenigge | 2         | 0             | 1              | 3     |
| Karim Benzema         | 2         | 1             | 0              | 3     |
| Ronaldo               | 2         | 0             | 0              | 2     |
| Ronaldinho            | 1         | 1             | 2              | 4     |
| Roberto Baggio        | 1         | 1             | 1              | 3     |
| Hristo Stoichkov      | 1         | 1             | 0              | 2     |
| George Weah           | 1         | 1             | 0              | 2     |
| Sadio Mané            | 1         | 1             | 0              | 2     |
| Jean-Pierre Papin     | 1         | 0             | 3              | 4     |
| Robert Rensenbrink    | 1         | 0             | 2              | 3     |
| Lothar Matthäus       | 1         | 0             | 1              | 2     |
| Didier Drogba         | 1         | 0             | 1              | 2     |
| Antoine Griezmann     | 1         | 0             | 1              | 2     |
| Erling Haaland        | 1         | 0             | 0              | 1     |
| Robert Lewandowski    | 0         | 0             | 2              | 2     |
| Kylian Mbappé         | 0         | 0             | 2              | 2     |

## Palmarès de l'entraîneur de l'année
| Année     | Onze d'or                                        | Club                                             |
| --------- | ------------------------------------------------ | ------------------------------------------------ |
| 1991      | Raymond Goethals                                 | Olympique de Marseille                           |
| 1992      | Johan Cruyff                                     | FC Barcelone                                     |
| 1993      | Raymond Goethals                                 | Olympique de Marseille                           |
| 1994      | Johan Cruyff                                     | FC Barcelone                                     |
| 1995      | Louis van Gaal                                   | Ajax Amsterdam                                   |
| 1996      | Guy Roux                                         | AJ Auxerre                                       |
| 1997      | Marcello Lippi                                   | Juventus                                         |
| 1998      | Aimé Jacquet                                     | France                                           |
| 1999      | Alex Ferguson                                    | Manchester United                                |
| 2000      | Arsène Wenger                                    | Arsenal                                          |
| 2001      | Gérard Houllier                                  | Liverpool FC                                     |
| 2002      | Arsène Wenger                                    | Arsenal                                          |
| 2003      | Arsène Wenger                                    | Arsenal                                          |
| 2004      | Arsène Wenger                                    | Arsenal                                          |
| 2005      | José Mourinho                                    | Chelsea                                          |
| 2006      | Frank Rijkaard                                   | FC Barcelone                                     |
| 2007      | Alex Ferguson                                    | Manchester United                                |
| 2008      | Alex Ferguson                                    | Manchester United                                |
| 2009      | Josep Guardiola                                  | FC Barcelone                                     |
| 2010-2011 | Josep Guardiola                                  | FC Barcelone                                     |
| 2011-2012 | Josep Guardiola                                  | FC Barcelone                                     |
| 2012-2014 | Prix annulé durant cette période                 | Prix annulé durant cette période                 |
| 2014-2015 | Hubert Fournier                                  | Olympique lyonnais                               |
| 2015-2016 | Prix annulé                                      | Prix annulé                                      |
| 2016-2017 | Zinédine Zidane                                  | Real Madrid                                      |
| 2017-2018 | Zinédine Zidane                                  | Real Madrid                                      |
| 2018-2019 | Jürgen Klopp                                     | Liverpool FC                                     |
| 2019-2020 | Prix annulé en raison de la pandémie du Covid 19 | Prix annulé en raison de la pandémie du Covid 19 |
| 2020-2021 | Zinédine Zidane                                  | Real Madrid                                      |
| 2021-2022 | Carlo Ancelotti                                  | Real Madrid                                      |
| 2022-2023 | Carlo Ancelotti                                  | Real Madrid                                      |

## Palmarès du onze de la saison
| Saison    | Gardien                                          | Défenseurs                                                            | Milieux de terrain                                          | Attaquants                                              |
| --------- | ------------------------------------------------ | --------------------------------------------------------------------- | ----------------------------------------------------------- | ------------------------------------------------------- |
| 2016–17   | Gianluigi Buffon                                 | Marcelo Sergio Ramos Leonardo Bonucci Dani Carvajal                   | N'Golo Kanté Eden Hazard Marco Verratti                     | Cristiano Ronaldo Lionel Messi Neymar                   |
| 2017–18   | Gianluigi Buffon                                 | Marcelo Samuel Umtiti Sergio Ramos Dani Carvajal                      | N'Golo Kanté Kevin De Bruyne Toni Kroos                     | Cristiano Ronaldo Lionel Messi Mohamed Salah            |
| 2018-19   | Marc-André ter Stegen                            | Jordi Alba Virgil Van Dijk Kalidou Koulibaly Trent Alexander-Arnold   | Paul Pogba Frenkie de Jong                                  | Sadio Mané Lionel Messi Cristiano Ronaldo Kylian Mbappé |
| 2019-20   | Prix annulé en raison de la pandémie du Covid 19 | Prix annulé en raison de la pandémie du Covid 19                      | Prix annulé en raison de la pandémie du Covid 19            | Prix annulé en raison de la pandémie du Covid 19        |
| 2020-21   | Keylor Navas                                     | Ferland Mendy David Alaba Marquinhos Joao Cancelo                     | Kevin De Bruyne Frenkie de Jong Joshua Kimmich Lionel Messi | Karim Benzema Kylian Mbappé                             |
| 2021-22   | Édouard Mendy                                    | Joao Cancelo Virgil Van Dijk Kalidou Koulibaly Trent Alexander-Arnold | Sadio Mané Luka Modrić N'Golo Kanté Kevin De Bruyne         | Karim Benzema Kylian Mbappé                             |
| 2022-2023 | Thibaut Courtois                                 | Théo Hernandez Rúben Dias Ronald Araújo Achraf Hakimi                 | Luka Modrić Kevin De Bruyne Casemiro                        | Kylian Mbappé Erling Haaland Vinícius Júnior            |

## Statistiques

### Lauréats de plusieurs Onze d'or

#### Joueurs
- 4 Onze d'or :  Lionel Messi
- 3 Onze d'or :  Zinédine Zidane,  Michel Platini
- 2 Onze d'or :  Kevin Keegan,  Marco van Basten,  Thierry Henry,  Ronaldo,  Diego Maradona,  Karl-Heinz Rummenigge,  Cristiano Ronaldo,  Karim Benzema
- Joueur le plus titré en mélangeant toutes les récompenses :   Lionel Messi 8 fois

#### Entraîneurs
- 4 Onze d'or :  Arsène Wenger
- 3 Onze d'or :  Alex Ferguson,  Josep Guardiola,  Zinédine Zidane
- 2 Onze d'or :  Johan Cruyff,  Raymond Goethals,  Carlo Ancelotti

### Nationalités représentées

#### Joueurs
- France : 12 fois
- Argentine : 8 fois
- Brésil : 6 fois
- Allemagne, Italie,   Pays-Bas : 3 fois
- Angleterre,  Portugal : 2 fois
- Bulgarie,  Côte d'Ivoire,   Liberia,  Sénégal,  Norvège: 1 fois

#### Entraîneurs,
- France : 10 fois
- Pays-Bas : 4 fois
- Écosse,  Espagne : 3 fois
- Belgique,  Italie: 2 fois
- Portugal,  Allemagne : 1 fois

### Représentation des différents postes
- Attaquant  : 29 Onze d'or
- Milieu de terrain : 14 Onze d'or
- Défenseur : 0 Onze d'or
- Gardien de but : 0 Onze d'or